# Château de Heuseux
Le château d'Heuseux  est un château de la section de Cerexhe-Heuseux dans la commune belge de Soumagne, situé rue de l'Institut.

## Historique
Le château est mentionné pour la première fois en 1743 et est remanié en 1766 dans le style Louis XV. Le commanditaire est Jean-Baptiste de Diffuy qui épouse Marie-Thérèse de Goeswin la même année.
À partir de 1907, le château devient un centre d'accueil pour enfants handicapés et également une institution sociale pour d'autres jeunes groupes. En 1930, une école est construite à côté. Les Sœurs de Saint-Joseph gèrent cet institut, qui s'appelle initialement Institut Saint-Anne. A partir de 1968, l'institut change de nom est devient Institut Notre Dame. Depuis 1993, l'institut est géré par l'Association Chrétienne des Institutions Sociales et de la Santé (ACIS).
Le château possède un parc et une ferme.

## Bâtiment
Le château blanc est construit en forme de L. Le corps de logis a une largeur de sept travées, dont trois pour la partie centrale, qui est couronnée d'un fronton cintré. Sur celui-ci sont représentés des putti portant les armoiries de la famille Diffuy. Cette partie centrale est flanquée de deux parties légèrement en avancée de deux travées chacune en forme de tourelle avec une flèche gracieuse.
En 2003, le château est entièrement restauré.